# Cystiscidae
Famille
Cystiscidae est une famille de mollusques gastéropodes appartenant à l'ordre des Neogastropoda.

## Liste des genres
Selon World Register of Marine Species (14 novembre 2018) :
- genre Canalispira Jousseaume, 1875
- genre Crithe Gould, 1860
- genre Cystiscus Stimpson, 1865
- genre Extra Jousseaume, 1894
- genre Gibberula Swainson, 1840
- genre Inbiocystiscus Ortea & Espinosa, 2001
- genre Intelcystiscus Ortea & Espinosa, 2001
- genre Marginocystiscus Landau, da Silva & Heitz, 2016 †
- genre Osvaldoginella Espinosa & Ortea, 1997
- genre Pachybathron Gaskoin, 1853
- genre Persicula Schumacher, 1817
- genre Plesiocystiscus G. A. Coovert & H. K. Coovert, 1995
- genre Ticocystiscus Espinosa & Ortea, 2002
- genre Ticofurcilla Espinosa & Ortea, 2002

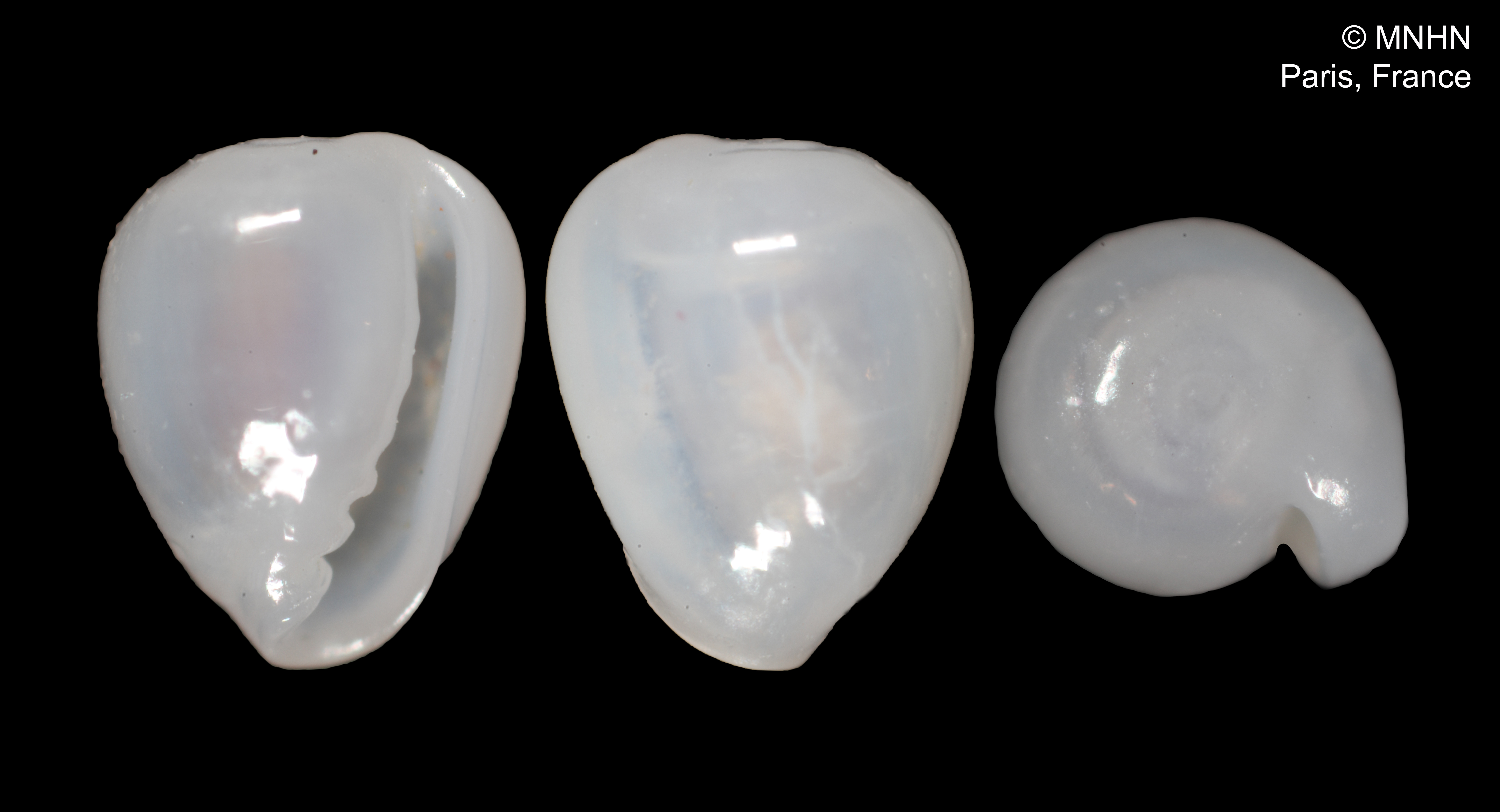
Crithe caledonica
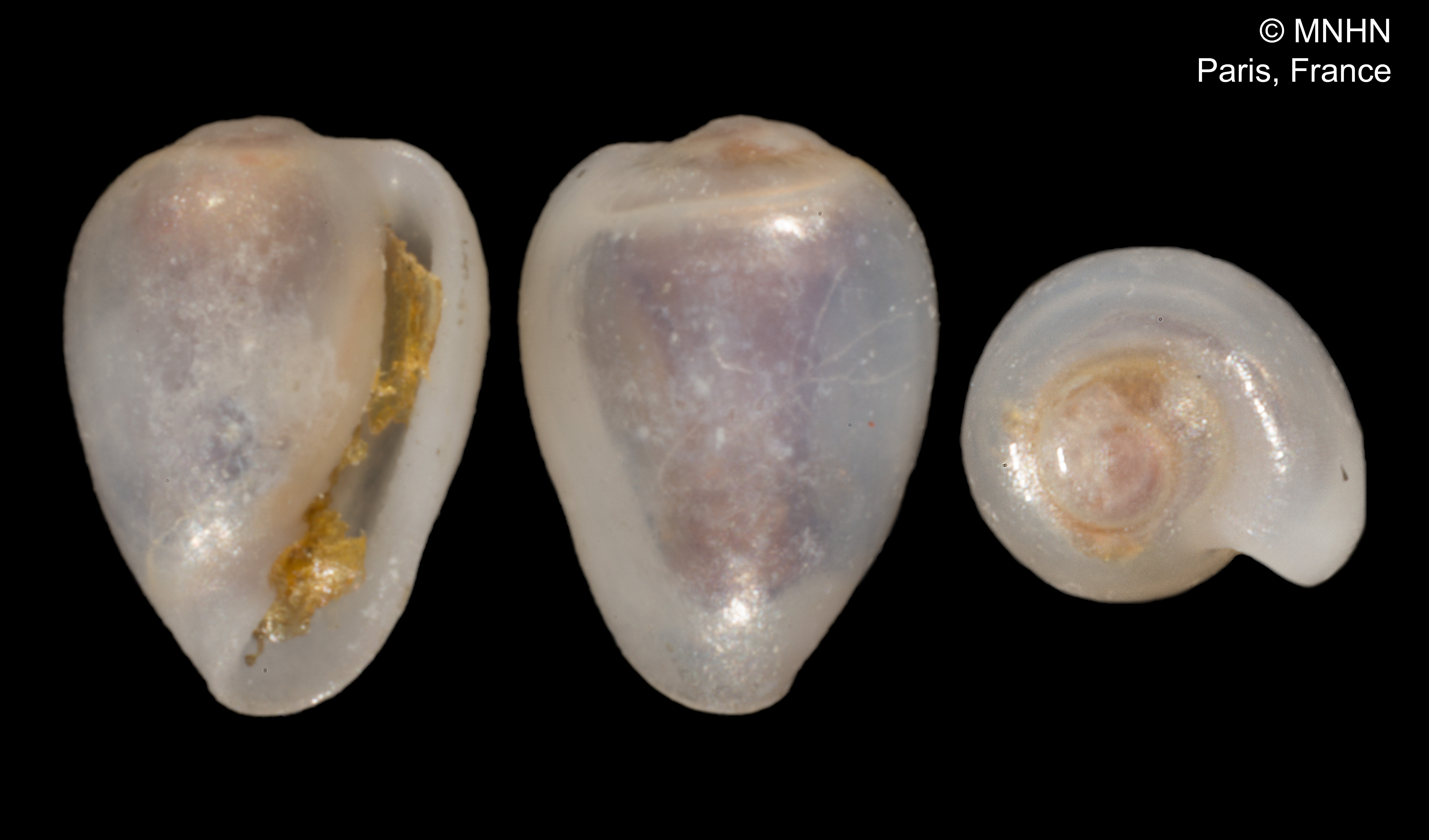
Cystiscus angasi
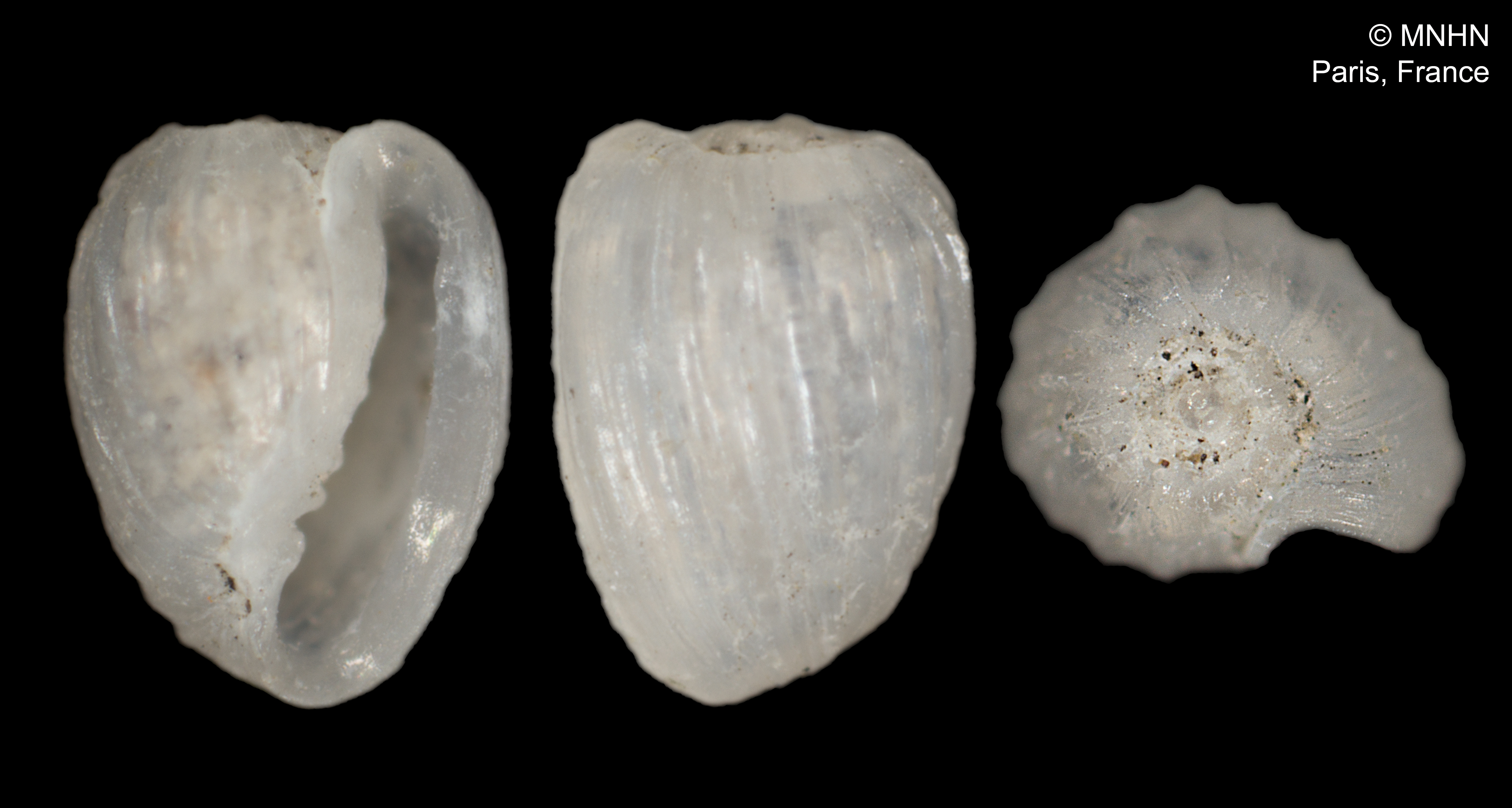
Extra extra
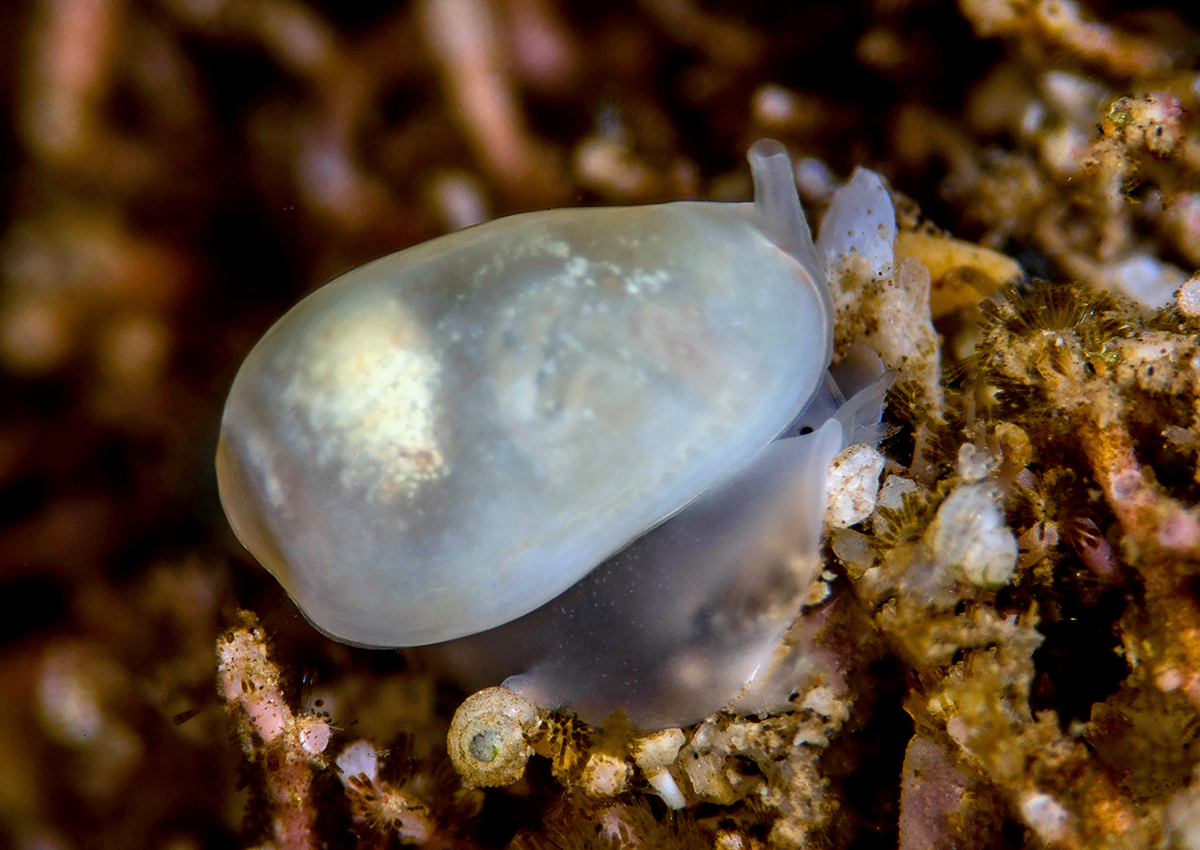
Gibberula asselina
Pachybathron kienerianum
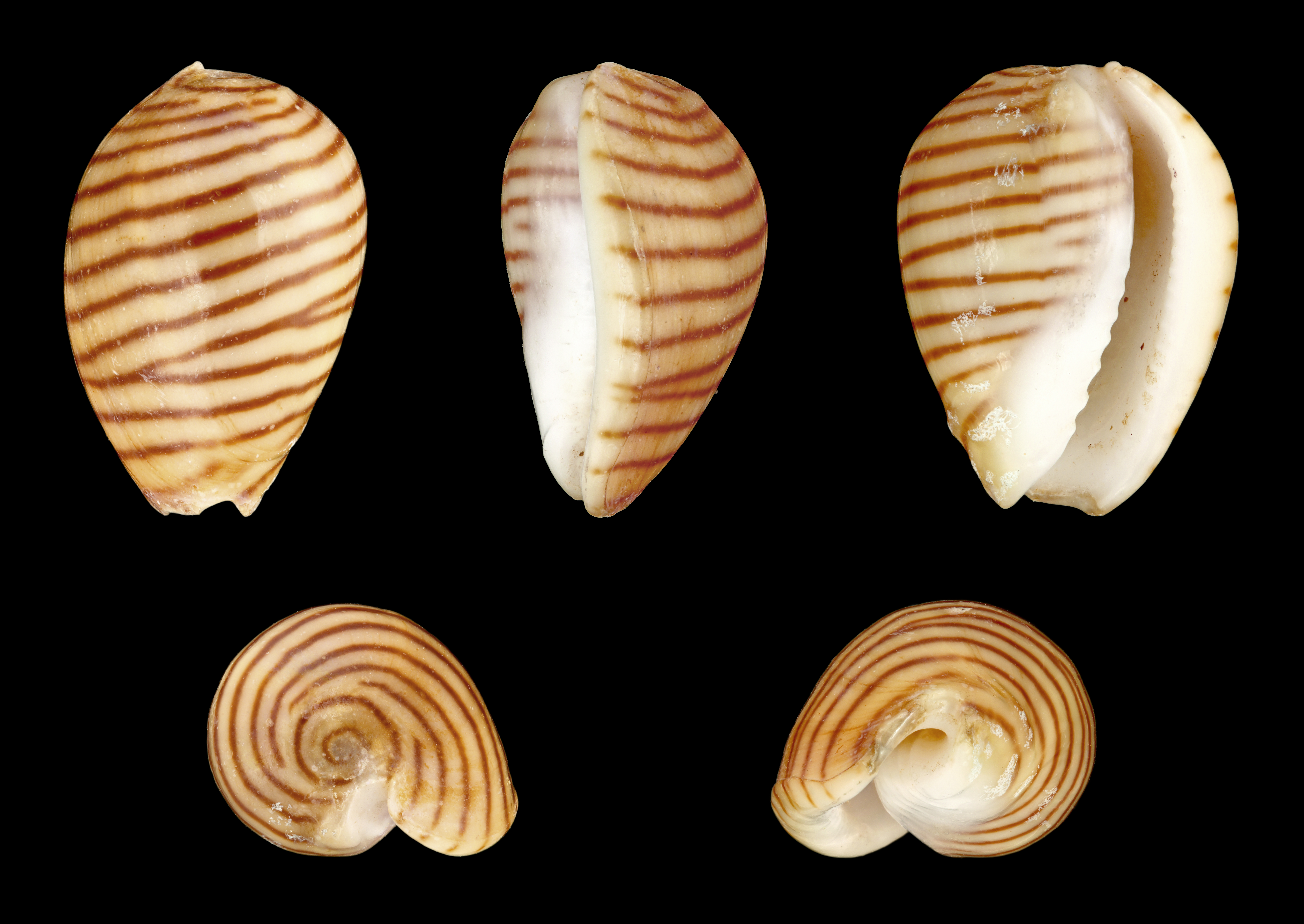
Persicula cingulata
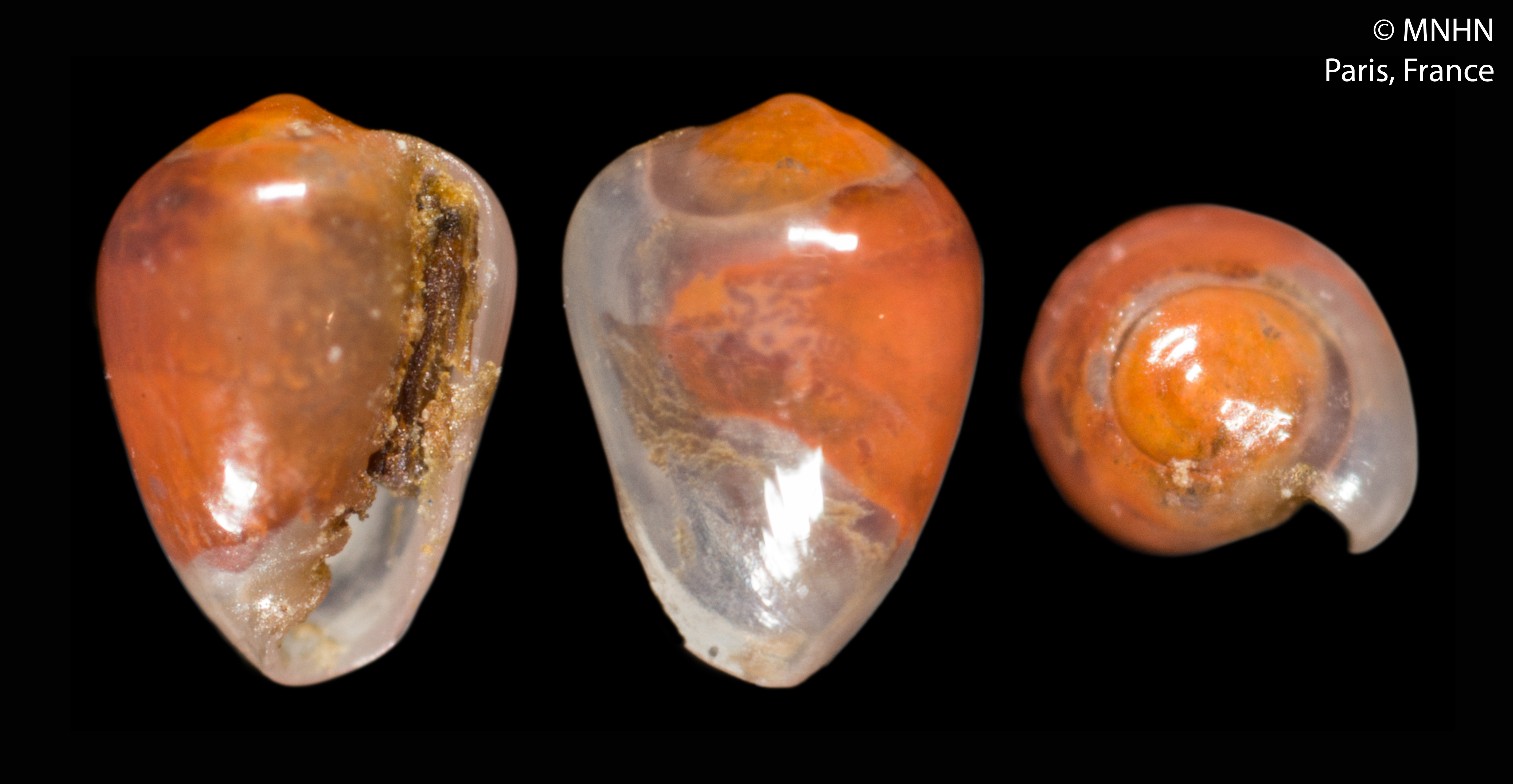
Plesiocystiscus elzae